# Canon EOS

Логотип Canon EOS.

Canon EOS (Electro-Optical System) — лінійка плівкових (35 мм та APS) та цифрових (ті ж самі 35-й та APS формати) однооб'єктивних дзеркальних камер. Усі камери серії EOS є автофокусними, починаючи з першої Canon EOS 650, яка була випущена у 1987 році, і закінчуючи найновітнішими камерами системи.
Серцем системи є байонет Canon EF, який нерозривно зв'язаний з системою EOS.

## Байонет EF
Байонет EF вперше з'явився на камері Canon EOS 650 у 1987 році, коли Canon розпочав випуск автофокусних дзеркальних камер, відмовившись від існуючого байонету Canon FD. Байонет відрізнявся від аналогів перш за усе наявністю електричних контактів, по яких передавалась інформація щодо керування у об'єктив, при цьому від механічного керування діафрагмою, приводом автофокусу чи іншими системами відмовились. Значно пізніше схожий варіант керування використав Olympus у системі Four-Thirds.
Також існує варіант байонету EF-s, який передбачає коротший відрізок від задньої лінзи до сенсору зображення, і є частково сумісним із стандартом EF, оскільки об'єктиви з байонетом EF можуть використовуватись у камерах з байонетами EF та EF-s, проте об'єктиви EF-s можуть бути пошкоджені (чи пошкодити камеру) при використанні на камерах EF, і сумісні лише з камерами з байонетом EF-s.
Цей варіант байонету використовується лише з цифровими камерами для APS-C кадру.

## Камери EOS

### Плівкові камери
Список плівкових автофокусних 35 мм фотоапаратів Canon EOS в порядку появи на ринку:
| Модель (США)              | Модель (Європа)    | Модель (Японія)    | Дата виходу   |
| ------------------------- | ------------------ | ------------------ | ------------- |
| EOS 650                   | EOS 650            | EOS 650            | березень 1987 |
| EOS 620                   | EOS 620            | EOS 620            | травень 1987  |
| EOS 750                   | EOS 750            | EOS 750            | жовтень 1988  |
| EOS 850                   | EOS 850            | EOS 850            | жовтень 1988  |
| EOS 630                   | EOS 600            | EOS 630 QD         | квітень 1989  |
| EOS-1                     | EOS-1              | EOS-1              | вересень 1989 |
| EOS RT                    | EOS RT             | EOS RT             | жовтень 1989  |
| EOS 10S                   | EOS 10             | EOS 10 QD          | березень 1990 |
| EOS 700                   | EOS 700            | EOS 700 QD         | березень 1990 |
| EOS Rebel/Rebel S         | EOS 1000F QD       | EOS 1000 QD        | жовтень 1990  |
| EOS 10S commemorative kit | EOS 10             | EOS 10 QD          | серпень 1991  |
| EOS Elan                  | EOS 100            | EOS 100 QD         | серпень 1991  |
| EOS Rebel II/SII          | EOS 1000FN QD      | EOS 1000S QD       | березень 1992 |
| EOS A2/A2e                | EOS 5              | EOS 5 QD           | листопад 1992 |
| EOS Rebel XS              | EOS 500            | EOS Kiss           | вересень 1993 |
| EOS Rebel X               | —                  | —                  | листопад 1993 |
| EOS-1N                    | EOS-1N/1N HS/1N DP | EOS-1N/1N HS/1N DP | листопад 1994 |
| —                         | EOS 5000           | EOS 888            | січень 1995   |
| EOS-1N RS                 | EOS-1N RS          | EOS-1N RS          | березень 1995 |
| EOS Elan II/IIe           | EOS 50/50e         | EOS 55             | вересень 1995 |
| EOS Rebel G               | EOS 500N           | New EOS Kiss       | вересень 1996 |
| EOS IX                    | EOS IX             | EOS IX E           | жовтень 1996  |
| EOS IX Lite               | EOS IX 7           | EOS IX 50          | березень 1998 |
| EOS 3                     | EOS 3              | EOS 3              | листопад 1998 |
| —                         | EOS 3000           | EOS 88             | березень 1999 |
| EOS Rebel 2000            | EOS 300            | EOS Kiss III       | квітень 1999  |
| EOS 1V                    | EOS 1V             | EOS 1V             | березень 2000 |
| EOS Elan 7/7e             | EOS 30             | EOS 7              | жовтень 2000  |
| —                         | —                  | EOS Kiss III L     | листопад 2001 |
| EOS Rebel XS N            | EOS 3000N          | Canon EOS 66       | лютий 2002    |
| EOS Rebel Ti              | EOS 300V           | EOS Kiss 5         | вересень 2002 |
| EOS Rebel K2              | EOS 3000V          | EOS Kiss Lite      | вересень 2003 |
| EOS Elan 7N/7NE           | EOS 30V/33V        | EOS 7s             | квітень 2004  |
| EOS Rebel T2              | EOS 300X           | EOS Kiss 7         | вересень 2004 |

Дивись також Цифірові камери Canon EOS